# Churriana (barrio)
Churriana es un barrio perteneciente al distrito homónimo de la ciudad andaluza de Málaga, España. El barrio de Churriana se encuentra a 13 kilómetros de Málaga, junto al valle del Guadalhorce.
Según la delimitación oficial del ayuntamiento, limita al norte y al este con el área del aeropuerto de Málaga-Costa del Sol; al surestee, con el barrio de Las Espeñuelas; al sur, con los barrios de Hacienda Platero y Heliomar; al oeste, con los barrios de El Cuartón y La Tosca; y al noroeste, con el barrio de Los Paredones.

## Lugares de interés
El barrio se corresponde con el centro histórico del antiguo municipio de Churriana, unido a Málaga en 1905. Entre sus edificios notables destacan:
- Iglesia de San Antonio Abad
- Calle de la Vega números 1, 11 y 18.
- Plaza de la Independencia 6
- Paseo Grice Hutchingson 8, 10 y 12.
- Finca de la Cónsula
- Finca del retiro
- Fuente del Rey
- Plaza del Mirador
- Museo de Gerald Brenan

Otros lugares de interés en churriana serían: la sierra en la que abundan especies como conejos, perdices, liebres, etc. El campamento Benítez, el Parador Campo de Golf o la playa del campo de golf. Junto al Parador se encuentran los centros comerciales Plaza Mayor y Bahía Azul los cuales albergan gran cantidad de comercios de moda, restauración, cines o cafeterías.

## Cultura
Churriana es uno de los barrios periféricos de Málaga en los que se desarrolla la Fiesta de Verdiales, Bien de Interés Cultural de la categoría actividad de interés etnológico, según el gobierno autonómico. La fiesta de verdiales constituye una de las expresiones culturales de más fuerte arraigo en la provincia de Málaga y forma parte de su patrimonio inmaterial vivo. Hasta la década de 1960 los verdiales se focalizaban en los Montes de Málaga, pero a partir de esta década, con el fuerte éxodo rural, se desplazan paulatinamente a los barrios periféricos de la capital, siendo Churriana uno de los lugares en los que los emigrados trasmitieron la tradición a las nuevas generaciones y a las élites de la capital, de manera que la fiesta pasó a ser sentida también como propia por los malagueños.
En cuanto a las celebraciones religiosas, Churriana cuenta con las procesiones de San Antonio Abad, la Virgen del Rosario, San Isidro y el Viernes de Dolores, salen en procesión los sagrados titulares de la Hermandad de los Dolores de churriana: Nuestro padre Jesús Nazareno del Paso y María Santísima de los Dolores. En mayo se celebra la feria de la localidad, son las fiestas patronales de San Isidro y en el mes de julio, en la barriada de Guadalmar (zona costera perteneciente al distrito 8), procesiona Nuestra Señora del Carmen.
Dentro de la cultura y la educación debemos mencionar los centros educativos existentes en la localidad que son los siguientes:
Los centros de educación infantil y primaria CEIP Ciudad de Jaén y CEIP Manuel Fernández, y los institutos IES Jacaranda y IES Carlos Álvarez.

## Transporte
En autobús queda conectado mediante las siguientes líneas de la EMT: 
| Línea | Trayecto                                | Recorrido | Frecuencia    |
| ----- | --------------------------------------- | --------- | ------------- |
| 9     | Alameda Principal - Churriana (Directo) | Recorrido | 50 minutos    |
| 10    | Alameda Principal - Churriana           | Recorrido | 25-30 minutos |

## Celebridades
Miguel Ángel Jiménez
Adrián Manuel
Cristóbal Salazar
Marina Jiménez
Miguel Pinto Rojano
Ramón Salazar
Lidia Gil Pérez